# ترافيس ريليفورد
ترافيس ريليفورد (بالإنجليزية: Travis Releford)‏ مواليد 22 فبراير 1990 في كانساس سيتي، هو لاعب كرة سلة أمريكي. بدأ مسيرته الاحترافية في سنة 2013. يلعب في الدوري البولندي لكرة السلة. يبلغ طوله 6 قدم 6 بوصة (2.0 م). لعب مع نياغرا ريفر ليونز في دوري كندا الوطني لكرة السلة.

## روابط خارجية
- ترافيس ريليفورد على موقع الاتحاد الدولي لكرة السلة (الإنجليزية)
- ترافيس ريليفورد على موقع سبورتس رفرنس (الإنجليزية)
- ترافيس ريليفورد على موقع كرة السلة الأوروبية.كوم (الإنجليزية)
- ترافيس ريليفورد على موقع كلية كرة السلة في سبورتس رفرنس.كوم (الإنجليزية)
- ترافيس ريليفورد على موقع ريلجم (الإنجليزية)
- ترافيس ريليفورد على موقع بروبوليرز (الإنجليزية)
- ترافيس ريليفورد على موقع سبورتس رفرنس (الإنجليزية)